# Бечей (футбольний клуб)
Молодіжний футбольний клуб «Бечей 1918» (серб. Омладински Фудбалски клуб Бечеј 1918) — сербський футбольний клуб з однойменного села, заснований у 1918 році. Виступає у Сербській Лізі Воєводині. Домашні матчі приймає на Стадіоні біля Тиси, місткістю 1 296 глядачів.

## Досягнення
- Друга федеральна ліга Югославії
  - Чемпіон (1): 1991—1992
- Сербська Ліга
  - Чемпіон (1): 2017—2018.